# FK Cementarnica 55
FK Cementarnica 55 (makedonskou cyrilicí ФК Цементарница 55) je severomakedonský fotbalový klub z města Skopje, který byl založen roku 1955. Své domácí zápasy hraje na stadionu Cementarnica s kapacitou 2 000 diváků.

## Úspěchy
Severomakedonský fotbalový pohár
- 1 × vítěz (2002/03)[2]